# スペースチタニウム
スペースチタニウム (Space Titanium) は、特撮映画『ゴジラ対メカゴジラ』をはじめ各種作品に登場する、架空の物質。

## 概要
初出は『ゴジラ対メカゴジラ』とその続編『メカゴジラの逆襲』に登場する宇宙金属であり、地球侵略を狙う異星人のブラックホール第3惑星人によって製造された対ゴジラ用ロボット兵器メカゴジラや、その改修機であるメカゴジラ2の本体装甲に用いられている。鋼鉄の10倍もの強度を持っており、地球人の通常兵器では歯が立たない。
『ゴジラ対メカゴジラ』で登場人物たちに謎の金属片として採取された際には虹色に輝いており、メカゴジラがゴジラそっくりの表皮を焼き落として正体を現す際にもその輝きが特殊撮影でより色濃く描写されている。
なお、鉄と同様の強磁性を持っているため、『ゴジラ対メカゴジラ』ではメカゴジラの猛攻を経たゴジラが何度も雷を浴びて得た帯電能力を再戦時に発揮した際、全身に帯びた強い磁力でメカゴジラは動きを封じられ、怪力で頭部をもぎ取られて倒されている。

## 他作品におけるスペースチタニウム
トップをねらえ!
OVA。対宇宙怪獣用決戦兵器「バスターマシン」や、その1号と2号が変形合体して誕生する超光速万能大型変形合体マシーン兵器「ガンバスター」の装甲に用いられている。
トップをねらえ!2
上記作品の続編。引き続き、バスターマシンの装甲に用いられている。
ふしぎの海のナディア
テレビアニメ。潜水艦「ノーチラス号」（第二世代型惑星間航行用亜光速宇宙船ヱルトリウム）や、宇宙戦艦「Ν-ノーチラス号」（第四世代型超光速恒星間航行用超弩級万能宇宙戦艦ヱクセリヲン）の装甲に用いられている。
ケロロ軍曹
テレビアニメ。第299話Bパート「ギロロ Gの逆襲 であります」にて、メカGを構成する外骨格として名称が登場。
アンドロメロス
特撮テレビドラマ「ウルトラシリーズ」の外伝作品。主人公のアンドロメロスが装着している鎧「コスモテクター」に用いられている。
GODZILLA（アニメーション3部作）
映画本編の前日譚にあたる小説『GODZILLA 怪獣黙示録』にて、地球人類が異星種族ビルサルドの協力で開発した38式機動戦闘服ジャガーJやG-HEDの装甲に用いられている。